# Psilanthus horsfieldianus
Psilanthus horsfieldianus là một loài thực vật có hoa trong họ Thiến thảo. Loài này được (Miq.) J.-F.Leroy miêu tả khoa học đầu tiên năm 1980.